# Ácido ibandrónico
El ácido ibandrónico, también llamado ibandronato, es un medicamento que pertenece al grupo de los bifosfonatos. Está indicado en el tratamiento de la osteoporosis en mujeres que han alcanzado la menopausia. Se administra a una dosis de 150 mg una vez al mes por vía oral.

## Mecanismo de acción
Actúa frenando la resorción ósea e inhibiendo las células destructoras de hueso u osteoclastos. Por este motivo favorece el aumento de masa ósea y disminuye la probabilidad de que se produzcan fracturas.  Se ha comprobado en los estudios realizados que disminuye la probabilidad de fracturas vertebrales, sin embargo los resultados no han sido concluyentes en relación con la disminución de fracturas de fémur.

## Dosis y vía de administración
Se recomienda una dosis de 150 mg por vía oral una vez al mes. Debe administrarse con el estómago vacío y alrededor de una hora antes del desayuno. No es conveniente tumbarse (acostarse) inmediatamente después de tomar el fármaco, por el riesgo de esofagitis.

## Efectos secundarios
Los efectos secundarios más frecuentes son malestar gástrico, dolor abdominal, diarrea, síntomas similares a los de la gripe, dolor articular y dolor muscular. Puede provocar esofagitis que se manifiesta por dolor detrás del esternón, dificultad para tragar - disfagia - y pirosis. En casos muy raros, sobre todo en enfermos que sufren algún tipo de cáncer, se ha descrito una enfermedad del hueso maxilar, de carácter grave, que se denomina osteonecrosis del maxilar, la frecuencia exacta de este efecto secundario se desconoce, se calcula que es preciso tratar entre 10.000 y 100.000 personas durante un año para que se produzca un caso. 